# Forest Hill (Texas)
Forest Hill es una ciudad ubicada en el condado de Tarrant en el estado estadounidense de Texas. En el Censo de 2010 tenía una población de 12.355 habitantes y una densidad poblacional de 1.123,48 personas por km².

## Geografía
Forest Hill se encuentra ubicada en las coordenadas 32°39′43″N 97°15′59″O / 32.66194, -97.26639. Según la Oficina del Censo de los Estados Unidos, Forest Hill tiene una superficie total de 11 km², de la cual 11 km² corresponden a tierra firme y (0%) 0 km² es agua.

## Demografía
Según el censo de 2010, había 12.355 personas residiendo en Forest Hill. La densidad de población era de 1.123,48 hab./km². De los 12.355 habitantes, Forest Hill estaba compuesto por el 29.05% blancos, el 48.47% eran afroamericanos, el 0.53% eran amerindios, el 0.59% eran asiáticos, el 0.04% eran isleños del Pacífico, el 19% eran de otras razas y el 2.31% pertenecían a dos o más razas. Del total de la población el 38.16% eran hispanos o latinos de cualquier raza.

## Educación
En un área de la ciudad de Forest Hill, el Distrito Escolar Independiente de Fort Worth gestiona escuelas públicas. En un área de la ciudad de Forest Hill, el Distrito Escolar Independiente de Everman gestiona escuelas públicas.